# Mordellistena intermixta
Mordellistena intermixta är en skalbaggsart som beskrevs av Helmuth 1865. Mordellistena intermixta ingår i släktet Mordellistena och familjen tornbaggar. Inga underarter finns listade i Catalogue of Life.